# Аненербе
Аненербе је била нацистичка организација, која се представљала као „друштво за истраживање древне германске историје и наслеђа предака“. Бавила се експериментима и изучавањем праисторије, археологије, паранормалних појава и мистицизма у циљу поткрепљивања „теорије аријевске расе“, а касније је постала саставни део паравојне организације Шуцштафел (познате и као СС). Аненербе су основали 1. јула 1935. године Хајнрих Химлер, Рихард Валтер Дар и Херман Вирт.
Под њеним окриљем су се од 1938. године до краја Другог светског рата спроводила сва археолошка истраживања. Због значајних финансијских средстава којима је организација располагала и бројних области којима се бавила, у њене редове је временом ступио велики број академика. Неки од резултата ове организације су: ископавање викиншког утврђења из 9. века, експедиције на Тибет, Блиски исток и бројна друга места широм света, заштита праисторијских локација у јужној Русији након немачке окупације ове територије итд. За време рата је прекинуто истраживање наслеђа, али су започети бројни други пројекти: антрополошки (у оквиру којих су мерене лобање логораша из Аушвица или погубљених руских комесара ради упоређивања са лобањама припадника аријевске расе), медицински (попут експеримената Сигмунда Рашера и Јозефа Менгелеа) и др. Аненербе се временом развијала, тако да је крајем рата успоставила контролу и над тотално несродним програмом „V-2“ на чијем челу је био Вернер фон Браун. Постоје тврдње да се организација бавила и истраживањем летећих тањира, мада за то не постоје чврсти научни докази.

## Настанак и развој
У јануару 1929. Хајнрих Химлер је постављен за вођу Шуцштафела. Он је одмах покренуо масовну кампању за регрутовање нових чланова, чији број се попео на 10.000 за само две године. После тога је започео трансформацију ове организације у „расну елиту“ младих нордијских мушкараца. Ово је завршено отварањем Канцеларије за расна питања и насељавање (скраћено RuSHA) чији је основни циљ био „очување расне чистоће СС-а“. За вођу је именован Рихард Валтер Дар.
Ово је довело до развоја кампање посвећене едукацији нових чланова о њиховој нордијској прошлости у виду недељних предавања која су држали углавном свршени студенти. Као литература је коришћен пропагандни нацистички часопис СС-Лајтхефт, који је излазио од 1934. до 1945. године.
У берлинском штабу СС-а, 1. јула 1935. године, Химлер се састао са пет експерата за расе, на челу са Даром и познатим немачким историчарем Херманом Виртом. Они су заједно основали организацију која се првобитно звала Deutsches Ahnenerbe--Studiengesellschaft für Geistesurgeschichte, да би 1937. године променила име у Ahnenerbe. Том приликом је Химлер постављен за врховног надзорника, а Вирт за председника организације.
Почетком 1937. године Вирт је напустио Аненербе, а за новог председника је 1. фебруара исте године постављен Валтер Вист. Он је био стручњак за Индију и декан Лудвиг-Максимилијановог универзитета у Минхену. Регрутовао га је у мају 1936. године извршни секретар Волфрам Сиверс.
У јануару 1939. године ова организација је постала саставни део Шуцштафела.

## Експедиције
Аненербе је организовала велики број експедиција различитог карактера широм света.

### Бохуслан
Након путовања у Бохуслан (провинцију на југозападу Шведске) 19. фебруара 1936. године, Вирт је убедио Химлера да пошаље експедицију у овај регион. То је била прва званична експедиција коју је финансирала Аненербе. Бохуслан је познат по великој количини петроглифа (симбола урезаних у стене) за које је Вирт веровао да представљају облик древног писма, претечу свих данас познатих система писања. Химлер је за генералног директора експедиције поставио Волфрама Сиверса, највероватније због проблема са управљањем новчаним средствима које је раније имао Вирт.
Експедиција је кренула на тромесечно путовање 4. августа 1936. са немачког острва Риген до шведске области Бака, познатог налазишта уметности на стенама. Упркос сценама које су приказивале ратнике, животиње и бродове, Вирт је усмерио своју пажњу на линије и кругове за које је веровао да сачињавају праисторијски алфабет.
Мада су његове студије у великој мери биле засноване на личним уверењима, а не на објективним научним истраживањима, Вирт је направио интерпретацију значења идеограма урезаних у стене. Тако је по њему круг пресечен вертикалном линијом представљао годину, а човек који стоји са раширеним рукама је „син Божји“. Тим је правио калупе оних резбарија које је Вирт сматрао најважнијим, преносио их у камп, излевао и потом слао назад у Немачку. Пошто су били задовољни постигнутим резултатима, експедиција је послата на пут кроз Шведску са намером да се дође до норвешког острва Левејландет (норв. Lauvøylandet).

### Блиски исток
Др Франц Алтхајм и његова сарадница Ерика Траутман су 1938. године затражили од Аненербе да спонзорише њихов пут на Блиски исток како би проучили борбу за превласт унутар Римског царства, за коју су веровали да се водила између нордијских и семитских народа. Жељни да докажу да се у позадини успеха Римског царства налази нордијска раса, челници Аненербе су пристали на цифру од 4.000 марака коју је предложио Херман Геринг, стари пријатељ Траутманове.
У августу 1938, након што што су неколико дана провели у забаченим брдима трагајући за рушевинама дачанског краљевства, двоје истраживача је стигло у Букурешт. Овде су се срели са Григореом Флорескуом, директором Градског музеја, и разговарали са њим о историји и дневној политици (укључујући и активности Гвоздене гарде - фашистичке и антисемитске организације).
Након путовања кроз Истанбул и Атину, истраживачи су стигли у Дамаск. Овде их нису нарочито добро дочекали Французи (који су у то време владали Сиријом као својом колонијом), али зато јесу Сиријци који су у Хитлеру видели савезника у борби против Јевреја који су преплавили њихову државу (често бежећи од прогона у Немачкој).
Ирак је у то време изражавао жељу за савезништвом са Немачком и Фриц Гроба, немачки изасланик у Багдаду, је организовао Алтхајму и Траутмановој сусрет са локалним истраживачима и превоз до парћанских и персијских рушевина у јужном делу Ирака и касније до Вавилона.
Тим је кроз Багдад отишао северно до града Асура и ту се срео са шеиком Ађил ел Јаваром (Adjil el Yawar), вођом највећег племена Бедуина у Ираку. Он је говорио о немачкој политици и његовој жељи да понови успех Абдул Азис ибн Сауда који је 1932. дошао на власт и постао први краљ Саудијске Арабије. Уз његову подршку тим је отпутовао на своје коначно одредиште, рушевине древног града Хатра који се налази у ирачкој области Ал Џазира 110 km југозападно од Мосула. Овај град се некада налазио на граници Римског и Персијског царства.

### Карелија
Ирје фон Гренхаген је 1935. позван на састанак са Химлером, након што је овај прочитао његов чланак о фолклору Калевале објављеном у франкфуртским новинама. Гронхаген је пристао да поведе експедицију кроз Карелију, област у Финској, како би снимио тамошње врачеве и вештице. С обзиром да нису били сигурни да ли ће им бити дозвољено фотографисање, тиму се придружио и фински цртач Ола Форсел. Музиколог Фриц Бозе је носио магнетофон у жељи да сними паганске песме.
Тим је пошао на експедицију у јуну 1936. Први успех су имали са певачем Тимом Липитсеом (фин. Timo Lipitsä) који је знао песму која је веома личила на једну из Калевале, мада он није ни знао за постојање те књиге. Касније, у Толвајерви, тим је фотографисао и снимио Ханеса Ворнанена (фин. Hannes Vornanen) како свира финску кантелу (харфу са пет металних жица).
Коначни успех експедиције се огледао у налажењу Мирон-Аку, пророчице за коју су локални мештани веровали да је вештица. Пре сусрета са групом, она је тврдила да је имала визију њиховог доласка. Чланови експедиције су је наговарали да изведе ритуал који би они снимили помоћу камере и магнетофона, а којим би призвала духове предака и „превидела догађаје у будућности“.
Тим је, између осталог, бележио и информације о финским саунама.

### Немачка

#### Долина Мурга
Вилигут и Гунтер Кирхоф су 1936. истраживали долину реке Мург у Шварцвалду, где се налазило насеље састављено од старих дрвених кућа, архитектонских украса, крстова, натписа и природних и вештачких камених формација у шуми, а за које се испоставило да представља ранохришћанско насеље. Током 1937. и 1938. године Густав Рик је предводио ископавања на Гросе Хојнебергу где је раније откривена древна тврђава. Они су такође проучавали оближње погребне хумке (тумулусе), које се истражују и данас.

#### Мауерн
Вероватно једно од најзначајнијих Аненербиних открића у Немачкој се десило у Јурским планинама у Баварској. За време ископавања у пећинама Мауерна Р. Р. Шмит је открио црвени окер, пигмент који су Кромањонци правили и користили за пећинско сликарство.
У јесен 1937. др Асиен Бомерс, фризијски националиста који се раније те године пријавио у одељење СС-а за ископавања, је предузео експедицију. Његов тим је наставио да проналази артефакте попут длета, минђуша од слоноваче, скелета длакавог мамута (лат. mammuthus primigenius) итд. Такође су открили остатке неандерталских гробница са копљима за бацање и џилитима (малим копљима), за које се раније сматрало да су их измислили Кромањонци.
Бомерс је протумачио да ово значи да су Кромањонци оставили то камење у пећинама пре више од 7.000 година и да је ово због тога најстарије кромањонско налазиште на свету. Да би доказао своје тврдње, Бомерс је путовао по Европи и разговарао са колегама и посећивао изложбе у Холандији, Белгији и Француској.

### Француска
У Париском институту за људску палеонтологију, Бомерс се састао са Анријем Брејем (фр. Henri Breuil), стручњаком за пећинско сликарство. Он му је омогућио да посети налазиште „Три брата“ (фр. Les Trois-Frères), чији власник је дозвољавао да га види веома мали број људи. Посетио је још неколико интересантних места у Француској: Фон де Гом (фр. La Fond de Gaume) - налазиште у коме су пронађене кромањонске пећинске слике, Теја (фр. Teyat), Мут (фр. Mouthe) и пећине Дордоње.

#### Таписерија из Бајеа
Аненербе је показала велико интересовање за 900 година стару таписерију из Бајеа, с обзиром да се говорило да она приказује германске Франке како побеђују своје непријатеље. У јуну 1941. они су надгледали њен транспорт из катедрале у Бајеу. Након што су Савезници ослободили Париз, у августу 1944. два припадника СС-а су послата да врате таписерију која је премештена у подрум музеја Лувр. Упркос Химлеровим наређењима они нису покушали да уђу у Лувр, највероватније због великог присуства француског Покрета отпора.

### Тибет
Током 1937. Химлер је закључио да може да скрене пажњу на Аненербе истраживањем тврдњи Ханса Гинтера да су рани Аријевци освајали велики део Азије, укључујући и нападе на Кину и Јапан око 2.000. године п. н. е. и да је Сидарта Гаутама био аријевски потомак нордијске расе. Валтер Вист ће ово касније још и проширити, тврдећи у јавним наступима да је идеологија Адолфа Хитлера слична Будиној, с обзиром да оне имају заједничко порекло.

#### Чланови
Ернст Шефер је био припадник СС-а када се 1935. појавио у немачком конзулату у Чунгкингу. Шефер се управо вратио са путовања кроз Азију, углавном Кину и Индију, на коме су га друга двојица вођа експедиције напустила у страху од урођеничких племена. Он је преокренуо исход експедиције из потпуне пропасти у велики успех и добио је писмо у коме га обавештавају из СС-а да је унапређен у чин СС-унтерштурмфирера (еквивалент чину потпоручника) и да га позивају назад у Немачку из Филаделфије, где је организовао колекцију са овог путовања. У јуну 1936. године он се састао са Химлером, који је након тога обавестио Сиверса и Галкеа да почну организовање експедиције на Тибет.
Шефер је регрутовао младиће у форми, способне да издрже напорно путовање. Карл Винерт (24-годишњи асистент Вилхелма Филхнера, чувеног истраживача) је био тимски геолог. Његов вршњак, Едмунд Гер је изабран за техничког вођу који организује читаву експедицију. Нешто старији Ернст Краусе (38-годишњак) је био филмски сниматељ и ентомолог. Бруно Бегер, који је имао 26 година и био стручњак за расе и Гинтеров студент, је постављен за тимског антрополога.

#### Детаљи експедиције
Први проблем са којим се сусрела тибетанска експедиција је била несрећа током лова на патке 9. новембра 1937, када су Шефнер, његова супруга и двојица слуга били у чамцу. Због изненадног налета таласа, Шефер је испустио пушку која се сломила на два дела и притом опалила, смртно ранивши његову супругу. Упркос емотивним проблемима, Шефер се у року од два месеца вратио својим задужењима у експедицији.
Тим је доживео неуспех и у јулу 1937. када је Јапан напао Кину, што је уништило Шеферове планове да дође до Тибета користећи реку Јангце. Он је одлетео у Лондон да тражи дозволу да путује преко Индије, али га је британска влада одбила из страха од све извеснијег рата са Немачком.
У настојању да не изгуби подршку Аненербе, Шефер је од Химлера затражио дозволу да једноставно уђе у Индију и покуша да се пробије до Тибета. Химлер се сложио са његовим планом, и чак почео да му помаже контактирајући угледне људе попут бившег немачког министра Јоахима фон Рибентропа. Тим је кренуо 21. априла 1938. године из Ђенове до Шри Ланке, одакле је требало да отпутују до Калкуте у Индији.
Дан пре него што ће тим напустити Европу, новине Фелкишер беобахтер су објавиле чланак о експедицији, што је било довољно да британски званичници прозру њихове намере. Шефер и Химлер су били бесни: Шефер се жалио штабу Шуцштафела а Химлер је написао писмо адмиралу Берију Домвилу. Он је подржавао нацисте и некад је био заповедник морнаричке обавештајне службе, тако да је проследио писмо премијеру Невилу Чемберлену који је дозволио СС тиму да уђе у Сиким, пограничну област са Тибетом.
У сикимској престоници Гангтоку тим је оформио караван са 50 мула и тражио носаче и тибетанске преводиоце. Овде их је надгледао британски званичник Бејзил Гулд, који је Шефера описао као „занимљивог, убедљивог, лакомисленог, образованог, детињасто уображеног, равнодушног према друштвеним обичајима” и записао да је био решен да уђе у Тибет без обзира на дозволу.
Тим је започео путовање 21. јуна 1938. пролазећи кроз долину реке Тиста, настављајући потом у правцу севера. Краусе је правио замке за хватање инсеката, Винерт је обилазио брда радећи прорачуне, Гер је сакупљао птичје врсте, а Бегер је нудио локалном становништву медицинску помоћ у замену да му дозволе да изврши мерења на њима.
У децембру 1938. године Тибетански савет министара је позвао Шефера и његов тим у Тибет, али им је забранио убијање животиња за време њиховог боравка. Након поновног путовања за Гангток у циљу прикупљања залиха, Шефер је сазнао да је унапређен у СС-хауптштурмфирера (чин у рангу капетана), док су остали чланови експедиције добили звање СС-оберштурмфирера (чин еквивалентан поручнику).
За време путовања у тибетанска брда Бегер је почео да прави отиске лица локалног становништва, укључујући и отисак лица личног слуге (непалског Шерпаса по имену Пасанг). Током првог узимања отиска, паста је ушла у Пасангове ноздрве и он је почео да паничи и кида маску. Шефер је запретио носачима који су видели овај инцидент да не смеју ником да кажу. Ипак, већина Тибетанаца је имала пријатељски и знатно веселији став, тако да се на знатном броју фотографија и филмских трака види како се смеју за време премеравања лица и лобање.
Тим је 19. јануара 1939. стигао у Ласу, главни град Тибета. Шефер је наставио да указује поштовање тибетанским министрима и племићима. Разделио је нацистичке заставе, указујући на раширено поштовање кукастог крста у Немачкој. Његова дозвола за боравак у Ласи је продужена и допуштено му је да фотографише и сними ту област. Тим је провео у Ласи два месеца, сакупљајући информације о пољопривреди, култури и религији. Добили су и енциклопедију ламаизма (тибетанског будизма) у 108 томова - само три копије су поклоњене Европљанима и ниједна никад није преведена.
Након напуштања Ласе, тим је наставио путовање до долине Јарлунга у коју је био забрањен улазак британским званичницима. Чланови експедиције су истраживали долину и древну тврђаву Јумбулаганг, али је надолазећи рат угрожавао њихова истраживања и они су почели да припремају планове за повратак летом из Калкуте за Багдад и потом назад за Немачку. Њихов коначни инвентар је обухватао близу 2.000 фотографија, 17 отисака глава и мере 376 људи, а послали су и узорке три расе тибетанских паса, ретке врсте мачака, вукове, јазавце, лисице, птице, животињске коже, семе за 1.600 врста јечма, 700 врста пшенице, 700 врста зоби и стотине других типова семена. Поред тога, тиму је дат и тибетански мастиф, златни новчић и ламин огртач (за кога је Шефер веровао да га је носио Далај Лама) као поклон за Адолфа Хитлера.
Шефер је стигао у Минхен 4. августа 1939. где га је дочекао лично Химлер и поклонио му Тотенкофринг (прстен са мртвачком главом; званична награда Шуцштафела). Због ратних дешавања, Шеферови записи са путовања су објављени тек 1950. под насловом „Свечаност ожиљака беле копрене: истраживачка експедиција кроз Тибет у Ласу, свети град божанског краљевства“.

### Пољска
Након инвазије на Пољску, Сиверс је писао Химлеру о потреби присвајања предмета изложених у бројним музејима.
Франц Сикс, СС-штандартенфирер (пуковник) Главног уреда за безбедност Рајха је надгледао СС-унтерштурмфирера (потпоручника) Петера Паулсена, који је командовао малом групом за пљачкање у Кракову, са намером да се присвоји олтар вајара Фајта Штоса из 15. века.
С обзиром да су Пољаци предвидели да ће се Немци интересовати за олтар, они су га раставили на 32 дела која су послата на различите локације. Ипак, Паулсен је успео да пронађе све комаде и 14. октобра 1939. се вратио у Берлин са олтаром смештеним у три мала камиона и потом га похранио у закључани трезор Немачке централне банке. Након саветовања са Хитлером, коме првобитно није ни речено за операцију, одлучено је да се олтар пошаље у подземни сеф у Нирнбергу ради сигурности.
Рајнхард Хајдрих, који је у то време био шеф РСХА, послао је Паулсена назад у Краков са наређењем да конфискује преостале музејске колекције. Међутим, Геринг је у међувремену послао тим својих људи, којима је командовао СС-штурмбанфирер (мајор) Кајетан Милман, да опљачкају музеје. Милман је допустио Паулсену да однесе научне белешке назад у Аненербе, док је уметничке предмете сачувао за Геринга.
Ипак за време пљачке, Ханс Франк (лидер пољске Генералне владе) је 22. новембра 1939. издао наређење о забрани „неовлашћеног извоза“ предмета из Пољске. Паулсен је послушао наређење, али је Ханс Шлајф уредио да пет кола натоварених опљачканим предметима из Варшавског археолошког музеја буду бродом превезени до Познања, који се налазио изван Франкове надлежности. Шлајф је постављен за повереника Вартеланда, а Паулсен је касније покушао у свом извештају да преузме заслуге за ову пљачку али у томе није успео.

### Крим
Након што је почетком јула 1942. године немачка војска заузела Крим, Химлер је у ту област послао др Херберта Јанкуна, Карла Керстена и барона Волфа фон Сефелда да траже артефакте који би их одвели до „Готске круне Крима“. Јанкун је у штабу 5. СС оклопне дивизије срео старијег официра Ота Олендорфа који му је дао информације о кримским музејима.
Путујући са овом дивизијом, Јанкунов тим је стигао до Мајкопа када су од Сиверса добили поруку да Химлер жели да се истражи древно планинско утврђење Мануп-Кале. Јанкун је послао Керстена према утврђењу, док је остатак тима наставио да скупља артефакте које у међувремену није узела Црвена армија. Вернер Брауне, командант паравојне групе Ајнзацкомандо 11б помагао је члановима тима у њиховим настојањима.
На крају, Јанкун није успео да нађе готске артефакте који указују на немачко порекло, чак ни пошто је добио обавештење о пошиљци 72 сандука артефаката у једно медицинско складиште. Та област је била опустошена до доласка тима, тако да је преостало само 20 сандука са артефактима из Грчке и каменог доба.

### Украјина
У јуну 1943, унтерштурмфирер (потпоручник) Хајнц Брихер (27-годишњи доктор који је дипломирао на Универзитету у Тибингену у области ботанике) је послат са експедицијом у Украјину и на Крим. Хауптштурмфирер (капетан) Конрад фон Раух и тумач Штајнбрекер су такође били чланови те експедиције.
У фебруару 1945, Брихеру је наређено да уништи 18 истраживачких установа у којима је он студирао како би се спречило да исте падну у руке Совјетима. Брихер је одбио да изврши наређење и након рата је наставио да ради као ботаничар у Аргентини и Тринидаду.

### Италија
Аненербе је 1937. године послала археолога Франца Алтхајма и његову супругу, фотографа Ерику Траутман, да истраже праисторијске натписе у стенама у долини Вал Камоника (у Ломбардији). Њих двоје су се вратили у Немачку тврдећи да су пронашли трагове нордијских руна на стенама, које потврђују да су стари Римљани имали нордијско порекло.

## Отказане експедиције

### Боливија
Након што је освојио 20.000 марака на такмичењу писаца, Едмунд Кис је 1928. отпутовао у Боливију како би проучавао рушевине храмова на Андима. Тврдио је да њихова сличност са древним европским грађевинама указује на то да су их пројектовали нордијски имигранти.
Такође је сматрао да његови проналасци потврђују теорију Глацијалне космогоније (  или Welteislehre) према којој је Универзум настао у катаклизматичном судару великих кугли леда и ужарене масе. Артур Познански (перуански инжењер, истраживач и археолог) је проучавао локално налазиште звано Тиванаку, за које је такође веровао да подржава ову теорију.
Након контактирања Познанског, Кис се обратио Висту за помоћ око планирања експедиције за ископавања у Тиванакуу и оближњем налазишту Симинакеу. Тим је требало да се састоји од 20 научника који би у периоду од годину дана обављали ископавања, истраживали језеро Титикака и направили аероснимке путева Инки за које је веровао да имају нордијске корене. Крајем августа 1939. експедиција је готово била спремна да крене, али је инвазија на Пољску 1. септембра исте године одложила њихово путовање на неодређено време.

### Бехистан
Аненербин председник Валтер Вист је 1938. године предложио пут у Иран како би се проучио вишејезични натпис на стени планине Бехистан, који је направљен по налогу ахеменидског шаха Дарија I, за кога је Вист веровао да има нордијско порекло. Натпис је уклесан на врх стрме литице коришћењем грађевинске скеле, која је уклоњена након што је натпис завршен. С обзиром да нису могли да обезбеде средства за подизање нове скеле, Вист је предложио да он, његова супруга, помагач, један ирански студент, фотограф и искусни планинар буду послати балоном. Ипак, пут је одложен због избијања рата.

### Канарска острва
Посетиоци Канарских острва су описивали Гуанце (урођенике са плавом косом и белом кожом) и пронађене мумије са плавим увојцима, што је Вирту дало повода да верује да су острва некада насељавали Нордијци. Његов колега др Ото Хут је у јесен 1939. предложио организовање експедиције која би проучавала расно порекло острвљана, артефакте и њихове верске обреде. Канарска острва су у то време контролисале трупе шпанског диктатора Франсиска Франка. С обзиром да је Франко одбио да се придружи силама Осовине када је рат почео, пут је био отказан.

### Исланд
Др Бруно Швајцер је већ три пута одлазио на Исланд током 1938. године, када је предложио да Аненербе организује експедицију у коју би била укључена још седморица људи. Циљ је било проучавање тамошњих техника земљорадње, архитектуре, снимање народних песама и плесова и сакупљање узорака тла ради анализе полена.
Први неуспех за експедицију је било њено исмевање у скандинавској штампи, која је током фебруара 1939. објављивала приче у којима тврди да се читава експедиција базира на лажним идејама у вези са исландским наслеђем и тражењу снимака старе цркве која заправо није ни постојала. Разјарени Химлер је јавно отказао путовање, али након што се смирио дозволио је да се планирање пута настави у тајности. Коначни неуспех се догодио када Химлерово лично особље није успело да обезбеди довољну количину исландских круна (новца) за потребе експедиције. С обзиром да нису успели да реше овај проблем, путовање је померено за лето 1940. године. У мају 1940. Британци су извршили инвазију на неутрални Исланд, али је експедиција већ била отказана у време када је рат почео.
Током 1940, један од оснивача Аненербе др Бруно Крес (познати немачки истраживач који је тада био на Исланду) је окупио остале немачке националисте који су били у земљи. Крес је боравио у Рамзију на Острву Мен, али му је дозвољено да се дописује са Сиверсом преко писама. Кресова „Граматика исландског језика“ је коначно објављена 1955. године у Источној Немачкој. Он је касније радио за источнонемачки Штази.

## Остале активности Аненербе

### Велики план за исток
Након што је постављен за Комесара за ојачање немачке расе, Хајнрих Химлер је почео да ради са Конрадом Мејером на развоју планова за три велике немачке колоније на источним окупираним територијама. Лењинград, северни део Пољске и Крим је требало да буду централне тачке ових колонија које су имале за циљ ширење аријевске расе. Кримска колонија се звала Готенгау или „Готски дистрикт“ у част Гота који су населили ово подручје, а за које се сматрало да представљају аријевске претке Немаца.
Химлер је проценио да ће им за ове планове бити потребно двадесет година, а да ће прво морати да протерају све непожељно становништво и да потом изврше прерасподелу територија одговарајућој аријевској популацији. Поред тога, у циљу промене демографије региона Химлер је планирао да посади саднице храста и букве и усеве донете са Тибета. Ради постизања коначног циља, Химлер је наредио да Аненербе оснује нову институцију на челу са Шефером. Седиште институције се налазило у близини аустријског града Граца, где је Шефер са седам других научника почео да ради на развоју нових врста усева за Рајх.
И последњи део слагалице се уклопио када је Хитлер прочитао рад Алфреда Фрауенфелда, који предлаже пресељавање становништва Јужног Тирола у Крим јер су неки веровали да су они потомци Гота. Хитлер и Мусолини су 1939. године дозволили становништву Јужног Тирола да гласа да ли желе да остане у Италији и буде асимилован или да се пресели у Немачку и њене нове територије. Већина је изабрала другу опцију. Химлер је представио Хитлеру Велики план за исток и добио одобрење за њега у јулу 1942. Рат је ипак био на првом месту, али су мање колоније пронађене око Химлеровог пољског штаба у месту Хегевалд близу Кијева.
Почевши од 10. октобра 1942. године Химлерове трупе су депортовале 10.623 Украјинца у сточним колима, пре довођења возовима етнички чистих Немаца из северне Украјине. СС власти су дале овим породицама неопходне залихе и земљу, али су тражили да производе храну СС.

### Неуспело конфисковање Тацитових списа
Аненербе је покушала да дође у посед једне од најпознатијих копија Тацитове књиге „Германија“ (лат. De origine et situ Germanorum), која садржи рани опис германског народа и у којој се он пристрасно представља као напредно и морално друштво. Иако је Мусолини обећао ту књигу као поклон 1936. године, она је остала у једној библиотеци у околини Анконе и Аненербе је покушала да је се докопа одатле након што је Мусолини збачен са власти.

### Премештање врховног штаба
Након што су британске ваздушне снаге бомбардовале Хамбург 29. јула 1943, Химлер је био приморан да нареди премештање врховног штаба Аненербе у Берлин. Обимна библиотека је премештена у замак у Улму, док је особље није пренело у село Вајшенфелд близу Бајројта у Баварској. Изабрана зграда је била камена кућа из 17. века. Иако већина особља није била задовољна примитивним условима, Сиверс је морао да се помири са изолацијом.

## Финансирање организације
Пошто је у почетку добијала скромна средства од Немачке истраживачке фондације и Пољопривредне организације Рајха, Аненербе је почела да тражи нове изворе финансирања. Формирана је Аненербе фондација, која је тражила приватне донације за истраживања. Једну од највећих донација (од приближно 50.000 марака) су уплатили сарадници члана управног одбора Дојче банке Емила Георга фон Штрауса, укључујући ту и фирме BMW и Дајмлер-Бенц.
Године 1936. СС је основао заједничку компанију са Антоном Лоиблом, машинцем и инструктором за вожњу. СС је чуо за рефлектујуће бициклистичке педале, које је Лоибл развијао са сарадницима. Пошто се уверио да ће лично Лоибл добити патент, Химлер је искористио свој политички утицај да прогура закон који ће захтевати употребу нових педала, тако да је Аненербе 1938. добила део профита који је узносио 77.740 марака.

## Медицински експерименти

### Дахау
Доктор Сигмунд Рашер, један од Аненербиних истраживача, је добио задатак да испита на којим висинама пилоти Луфтвафеа могу да лете јер су конструисани нови авиони који је требало да лете на већим висинама него икада раније. Рашер је добио дозволу од Химлера да тражи затворенике из кампа и да их стави у вакуумске одаје, како би се симулирали услови лета на великим надморским висинама са којима могу да се сусретну пилоти.
Рашеру је такође наређено да открије колико дуго немачки ваздухопловци могу да издрже у хладној води након обарања авиона, тако да је он стављао људе у резервоаре са водом и помоћу електрода им мерио пулс и температуру. Такође је експериментисао са начинима оживљавања особа изложених хладној води, укључујући традиционалне начине попут топлих купки и загрејаних врећа за спавање, па све до мање конвенционалних метода попут стављања субјекта у кревет са женом која је покушавала да га сексуално стимулише.
Рашер је експериментисао и са ефектима полигала, супстанце изоловане из репе и јабучног пектина, који је помагао згрушавање крви код прострелних рана. Субјектима су даване таблете Полигала, након чега је у њих пуцано и потом је посматрано згрушавање крви унутар настале ране.
Слични експерименти су извођени од јула до септембра 1944, а Аненербе је обезбеђивала простор и материјале за лекаре. Познато је да је Сиверс посетио Дахау 20. јула те године и разговарао са Плотнером и Вилхелмом Бајглбеком, који су изводили експерименте.

### Лобање
Валтер Грајте је дошао на чело Аненербиног одељења за Студије примењене природе (енгл. Applied Nature Studies) у јануару 1939. и почео да врши детаљна мерења над 2.000 Јевреја у бечкој имиграционој канцеларији. Бегер се срео са Сиверсом 10. децембра 1941. и уверио га да му треба 120 јеврејских лобања. Касније током Нирнбершког процеса, др Фридрих Хилшер је сведочио да се Сиверс у почетку одупирао идеји да Аненербе пређе на експерименте над људима и да није имао жељу да учествује у њима.
Бегер је сарађивао са др Аугустом Хиртом, са Универзитета у Стразбуру, у прављењу колекције јеврејских костију за потребе истраживања. Сакупљена су тела 79 јеврејских мушкараца, 30 јеврејских жена, 2 Пољака и 4 Азијата.

### Институт за војна научна истраживања
Институт за војна научна истраживања је основан крајем лета 1942. као организација у оквиру Аненербе која се бавила надгледањем медицинских експеримената који су извођени над затвореницима концентрационих логора. Сиверс је основао овај институт на Химлерово наређење и био је постављен на место директора, са два одељења којима су руководили Рашер и Хирт.

## Након Другог светског рата

### Суђења
- Волфрам Сиверс: Америчке трупе су у Вајшенфелду заробиле документе који су коришћени у случају против Сиверса, а који је био део Докторског процеса. Сиверс је оптужен за учествовање у сакупљању костура и медицинским експериментима над људима у логорима Дахау и Нацвајлер. У своју одбрану, Сивер је тврдио да је помагао групу покрета отпора од што је у свом сведочењу потврдио и др Фридрих Хилшер 15. априла 1947. године.[4] Сиверс је и поред тога проглашен кривим по свим тачкама оптужнице 21. августа 1947. и осуђен на смрт. Обешен је 2. јуна 1948. у затвору Ландсберг.
- Рихард Валтер Дар: Оснивачу Аненербе је суђено у оквиру Министарског процеса. Добио је седам година затвора, пошто није проглашен кривим по неколико озбиљних тачака оптужнице.
- Едмунд Кис: Након што је његов пут за Боливију отказан, Кис је остатак рата служио као војник командујући СС трупама у Хитлеровом штабу под именом „Вучја јазбина“. Пошто му је боравак био ограничен на Дармштат након рата, он је ослобођен у јуну 1947. због тешког облика шећерне болести, али је означен као „тешки преступник“ што му је омогућавало да ради само физичке послове. Он је унајмио адвоката да уложи жалбу на ову одлуку, а значајан део Кисовог случаја се односио на чињеницу да он никада није био члан Нацистичке партије.[4] Након неке врсте одрицања своје прошлости, он је 1948. класификован као „саучесник“ и осуђен на новчану казну.
- Валтер Вист: Иако је био председник Аненербе од 1937. године до краја рата, Вистове тврдње да није био свестан било каквих медицинских експеримената су потврђене и он је 1950. означен као „саучесник“ и пуштен на слободу. Након тога се вратио на Универзитет у Минхену, где је радио као резервни професор.
- Бруно Бегер: У фебруару 1948. Бегера је „ослободио одговорности“ денацификациони трибунал, који није био свестан његове улоге у прављењу колекције костура. Истрага у Лудвигсбургу 1960. године се усредсредила на колекцију и Бегер је притворен 30. марта исте године. Пуштен је на слободу четири месеца касније, али је истрага настављена све до суђења 27. октобра 1970. године. Бегер је тврдио да није знао да су затвореници у Аушвицу које је испитивао били убијани. Након што су на суђењу двојица оптужених ослобођена, Бегер је проглашен кривим 6. априла 1971. и осуђен на три године затвора због учествовања у убиству 86 Јевреја. Пресуда је касније преиначена у три године условне казне.[4]

### Извештај о масовној гробници
У Украјини је 2002. године објављено откриће масовне гробнице у којој су пронађена тела 12 немачких војника. Неке од лобања су биле трепаниране, а код неких лешева су у потпуности недостајале лобање. Руски лист „Правда“ је известио да се ту ради о Аненербиним експериментима, мада нису дате никакве додатне информације. Ипак, ове новине су и раније објављивале нетачне текстове у вези Аненербе.

## Фантазија и стварност
У вези Аненербе круже многе погрешне информације, које су настале препричавањем и измишљањем детаља или у историјски сумњивим теоријама завере где ову организацију често мешају са Друштвом Туле или Врилом.

### Летећи дискови
Постоје тврдње да је Аненербе учествовала у тајном пројекту на Антарктику чији је циљ била израда веома софистицираних летјелица у облику дискова (летећих тањира), који би се користили за међупланетарне летове и у војне сврхе. Пројекат је наводно започет још пре Другог светског рата и у њему је учествовао велики број научника. Тврди се, такође, да је на Антарктику изграђена велика база испод леда у којој је овај експеримент настављен после завршетка рата. То место је изабрано јер према неким ауторима изнад планетарних полова постоје портали, преко којих се лако стиже до удаљених галаксија. Приче о тајним нацистичким базама или изгубљеним колонијама на Антарктику и даље су актуелне. Међутим, једини програм о коме постоје поуздани подаци је немачки програм за производњу хране, тачније маргарина из китовог уља и експедиција која је поводом тога организована 1938 — 1939. Не постоје докази да је Хитлер имао било какво даље интересовање за замрзнути континент након што се ова експедиција вратила. Своју прву сталну станицу на Антарктику Немачка је поставила тек 1981. године.
Иако су тврдње у вези летећих дискова често непоткрепљене чврстим доказима, постоји читав низ књига које се баве овом тематиком. О томе су говорили и научници Ђузепе Белуцо и Рудолф Шривер, као и инжењер Рој Феден 1945. и капетан америчке војске Едвард Рупелт 1956. године (пројекат Плава књига).